# Cladoceras subcapitatum
Cladoceras subcapitatum är en måreväxtart som först beskrevs av Karl Moritz Schumann och Kurt Krause, och fick sitt nu gällande namn av Cornelis Eliza Bertus Bremekamp. Cladoceras subcapitatum ingår i släktet Cladoceras och familjen måreväxter. Inga underarter finns listade i Catalogue of Life.